# John White Webster

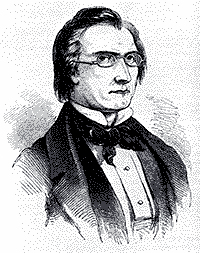
John White Webster

John White Webster (* 20. Mai 1793 in Boston, Massachusetts; † 30. August 1850 ebendort) war ein US-amerikanischer Gelehrter (Mediziner, Chemiker, Mineraloge), Harvard-Professor und hingerichteter Mörder.

## Leben
Webster erwarb 1811 an der Harvard University einen Bachelor und 1815 einen M.D. als Abschluss des Medizinstudiums. Er führte seine medizinische Ausbildung an der Guy’s Hospital Medical School in London und weiteren Stationen in England fort.
Webster war nach seiner Rückkehr in die Vereinigten Staaten zunächst in Boston als Arzt tätig. 1823 wurde er in die American Academy of Arts and Sciences gewählt. Er nahm 1824 eine Dozentenstelle für Chemie, Mineralogie und Geologie an der Harvard University an, 1827 übernahm er als Nachfolger von John Gorham den dortigen Lehrstuhl für Chemie und Mineralogie.
Von Webster liegt ein Bericht über die 1811 nur kurzzeitig existierende Azoren-Insel Sabrina vor. Er veröffentlichte 1821 ein Werk über die Azoren-Insel São Miguel und 1826 ein Chemie-Handbuch. Webster gehörte von 1823 bis 1826 zu den Herausgebern des Boston Journal of Philosophy and Arts (gemeinsam mit John Ware und Daniel Treadwell) und gab 1841 das Liebig’s Organic Chemistry von Lyon Playfair heraus.
Webster wurde angeklagt, den Arzt und Geschäftsmann George Parkman am 23. November 1849 im Streit um Geld, das Webster ihm schuldete, ermordet zu haben. Webster soll die Leiche zerlegt und teilweise verbrannt haben. Die Überreste konnten aber anhand von unzerstört gebliebenem Zahnersatz identifiziert werden. Webster gestand schließlich die Tat und wurde in einem vielbeachteten Prozess – Opfer und Angeklagter gehörten zur Bostoner Oberschicht – zum Tode verurteilt und am 30. August 1850 gehängt.
Webster war seit 1818 mit Harriet Fredrica Hickling verheiratet. Das Paar hatte vier Töchter.